# ユリウス・カイルヴェルト
ユリウス・カイルヴェルトは、1925年に創業されたドイツのサクソフォーン製造会社。
カイルヴェルトの日本での呼称、表記としては、カイルベルト、カイルベルス、カイルヴェルスなどがあり、略称としては「カイル」などもあるが、現在の正式な日本語表記はカイルヴェルトである。また、英語圏などでもKeilwerthをKeilworthなどとするミススペルが散見される。

## 歴史

### 初期の歴史
創業者のユリウス・カイルヴェルトは、最初にチェコスロバキアのクラスリッツにあるコーラート社（独：Kohlert）に弟子入りする。この見習いの後、ユリウスと彼の兄弟であるマックスは、1925年または1926年頃に自宅にワークショップを設立。彼らは主にアドラーとFXヒュラーのためにサクソフォーンを製造した。カイルヴェルト社は、第二次世界大戦の開始までにヨーロッパで最大のサクソフォーンメーカーの1つになり、約150人の労働者を擁した。第二次世界大戦後、同社は現在の本社があるドイツのナウハイムに移転した。
1948年、グラスリッツ（現在のクラスリッツ）の古いカイルヴェルトの生産施設がチェコのアマティ社の一部になった。しかし、アマティが最初に販売したサックスには、カイルヴェルトの商標である「JGK - Best in the World」とカイルヴェルトのモデル名「Toneking」、カイルヴェルトのシリアル番号が刻印されていた。

### 所有権の変更
1989年にカイルヴェルト社はブージー・アンド・ホークス社に買収され、1996年にシュライバー社（独：W. Schreiber & Söhne）と合併した。合併後の会社は2003年にThe Music Groupに売却された。2006年にThe Music Groupは解散し、Schreiber ＆ Keilwerthは独立した会社になった。2010年3月、Schreiber ＆ Keilwerthは破産を申請。2010年8月1日に、同社はビュッフェ・クランポンに買収された。

## 1990年から現在までのモデル
1980年代の終わりまでに、カイルヴェルトはSX90Rシリーズを発表。ブランフォード・マルサリス、Courtney Pine、Ernie Watts、Don Wise、James Moody、Ron Holloway、Mike Smith、David Liebmanといったジャズミュージシャンたちからの支持を得ていた。
カイルヴェルトはソプラノサックスからバスサックスまで、学生向けモデル、中級モデルからプロ向けモデルまで幅広く販売している。2009年の時点で、学生向けのST90、中級のEX90、プロ向けのSX90、CX90、SX90Rを製造。SX90Rは、ハンダ付けされたトーンホールリングを備えている（従来のドローン（引き上げ）トーンホールから形成されたロールドトーンホールとは異なる）。2010年以降、製品のラインナップはプロ向けモデルのSX90とSX90R、学生向け・中級モデルのSTシリーズに統合された。2013年にカイルヴェルトは細めのボアによるまとまりのある音を持つプロ向けMKXのアルト・テナーサックスを発表した。
- SX90R: カイルベルトによるドイツ製
- SX90: カイルベルトによるドイツ製
- MKX: カイルベルトによるドイツ製
- CX90: カイルベルトによるドイツ製（2010年以降は製造中止）
- EX90 series I: カイルベルトによるドイツ製
- EX90 series II: カイルベルトによるドイツ製（2003年まで）
- EX90 series III: 部品はカイルベルトによるドイツ製。組み立てと仕上げはアマティによるチェコ製（2010年以降は製造中止）
- ST90 series I: カイルベルトによるドイツ製
- ST90 series II: 部品はカイルベルトによるドイツ製。組み立てと仕上げはアマティによるチェコ製（2003年まで）
- ST90 series III: 組み立ても含め台湾製。
- ST90 series IV: KHSによる台湾製（2010年以降はSTシリーズとして製造を継続）